# "This Is Our Punk-Rock," Thee Rusted Satellites Gather + Sing,
| Recensione | Giudizio |
| ---------- | -------- |
| AllMusic   |          |

"This Is Our Punk-Rock," Thee Rusted Satellites Gather + Sing, è il terzo album in studio del gruppo musicale canadese Thee Silver Mt. Zion Memorial Orchestra, pubblicato nel 2003 a nome Thee Silver Mt. Zion Memorial Orchestra & Tra-la-la Band (with choir).

## Tracce
1. Sow Some Lonesome Corner So Many Flowers Bloom – 16:27
2. Babylon Was Built on Fire/StarsNoStars – 14:44
3. American Motor over Smoldered Field – 12:05
4. Goodbye Desolate Railyard – 14:25

## Formazione
The Silver Mt. Zion Memorial Orchestra & Tra-la-la Band (with choir)
- Thierry Amar – contrabbasso, voce
- Beckie Foon – violoncello, voce
- Ian Ilavsky – chitarra, voce
- Efrim Menuck – chitarra, piano, voce, tapes, effetti
- Jessica Moss – violino, voce
- Sophie Trudeau – violino, voce

Altri musicisti
- Howard Bilerman – batteria (in Sow Some Lonesome Corner So Many Flowers Bloom)
- Aidan Girt – batteria (in American Motor Over Smoldered Field)
- Thee Rusted Satellite Choir – voce (in Sow Some Lonesome Corner So Many Flowers Bloom e Goodbye Desolate Railyard)